# Grande Prémio Internacional de Rio Maior em Marcha Atlética 2016
Grande Prémio Internacional de Rio Maior em Marcha Atlética 2016 – zawody lekkoatletyczne w chodzie sportowym, które odbyły się 9 kwietnia w portugalskim Rio Maior. Zawody zaliczane były do cyklu IAAF Race Walking Challenge.

## Rezultaty
| Konkurencja:           | 1. miejsce      | Wynik   | 2. miejsce      | Wynik   | 3. miejsce    | Wynik   |
| Chód na 20 km mężczyzn | Álvaro Martín   | 1:21:03 | Lebogang Shange | 1:21:23 | Andrés Chocho | 1:21:58 |
| Chód na 20 km kobiet   | Qieyang Shenjie | 1:27:52 | Eleonora Giorgi | 1:28:20 | Elisa Rigaudo | 1:28:31 |